# 395 до н. е.

## Події
- Почалась Коринфська війна.
- Згорів храм богині Афіні Алеї в місті Тегея.
- Ксенофонт зближується зі спартанським церем Агесілаєм.
- Сатрапом Карії стає Тіфрауст.
- Безстроковий союз між Афінами і Беотією, Коринфом і Аргосом для спільних антиспартанських дій.

## Народились
- Скопас із Пароса — давньогрецький скульптор, архітектор та художник IV століття до н. е.

## Померли
- Лісандр — давньогрецький полководець.
- Павсаній Спартанський — цар Спарти.
- Тіссаферн — сатрап Карії.
- Зарех — гайкід Вірменії.